# Stazione di Palazzaccia
La stazione di Palazzaccia è una stazione ferroviaria senza traffico posta lungo la linea Sansepolcro-Terni a servizio della frazione di Palazzaccia nel comune di Perugia.
La gestione degli impianti, in passato di competenza della FCU s.r.l., è passata a Rete Ferroviaria Italiana (RFI).

## Storia
Dal 25 dicembre 2017 al 25 ottobre 2018 la stazione è stata chiusa in attesa dei lavori di manutenzione di impianti e sostituzione dei binari.

## Strutture e impianti
La fermata è composta da un fabbricato viaggiatori e dal solo binario di piena linea.

## Movimento
Al 2024, presso la stazione transitano i treni della linea Terni-Sansepolcro gestita da Trenitalia, ma nessun treno si ferma a Palazzaccia.